# Ramses: Il risveglio
Ramses: Il risveglio è stata un'attrazione shooting ride a tema tempio egizio situata nel parco divertimenti italiano Gardaland. Inaugurata nel 2009 è stata resa non operativa a partire dalla stagione 2021 per poi essere convertita a partire dalla stagione 2022 in Jumanji - The Adventure.
In precedenza denominata La Valle dei Re, attrazione costruita e ideata dai fratelli Mazzoli negli anni ottanta, rappresentava sulla facciata d'ingresso il tempio di Abu Simbel, sito archeologico in Egitto, riprodotta fedelmente e parzialmente modificata per l'apertura del 2009, con l'aggiunta di occhi meccanici decorativi e la relativa insegna. Tale shooting ride era posizionata nell'area tematica allora conosciuta come Souk Arabo.

## Descrizione
Diversamente dalla precedente Valle dei Re, in questa dark ride interattiva gli ospiti potevano prendere parte al viaggio con l'utilizzo di pistole laser per colpire delle luci apposite sparse per tutte le stanze tematizzate dell'attrazione: colpendo più bersagli possibili il punteggio, visibile sui display sulla propria vettura, saliva rendendo il tutto un gioco competitivo.

## Galleria d'immagini

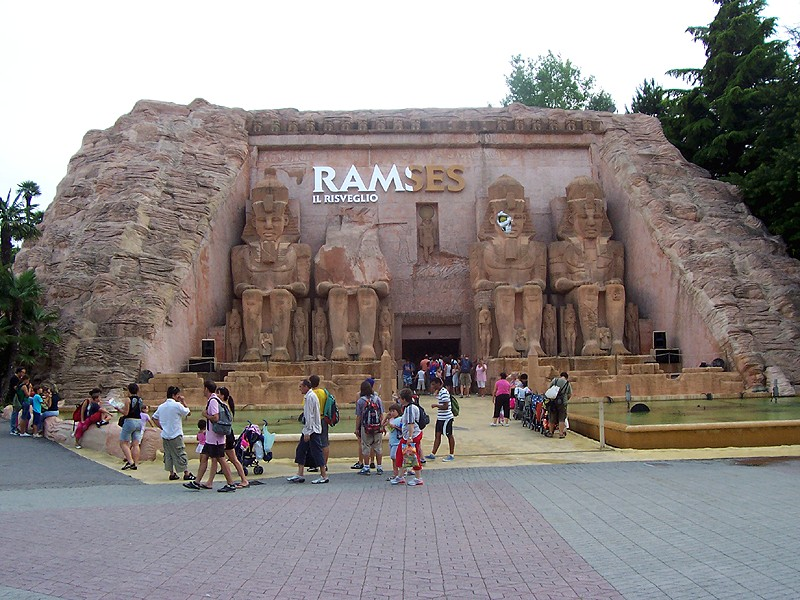
vista frontale della facciata d'ingresso
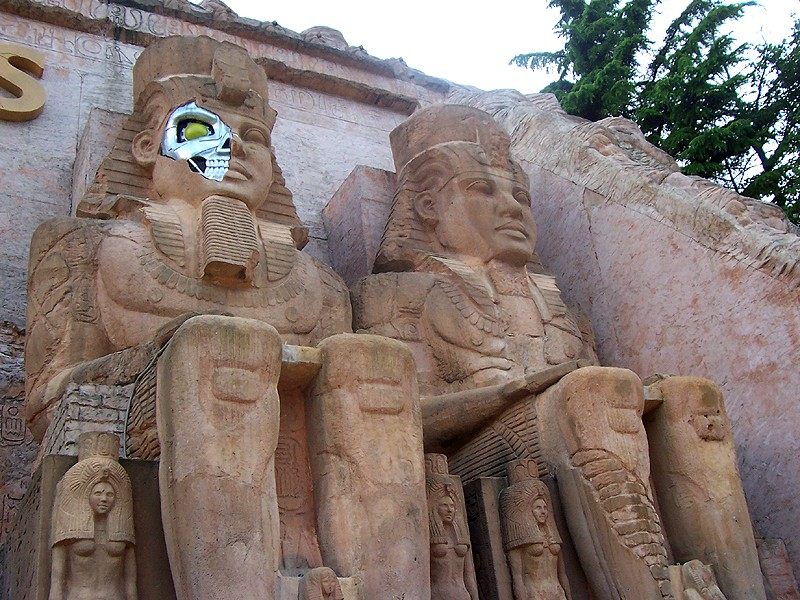
vista ravvicinata della facciata d'ingresso
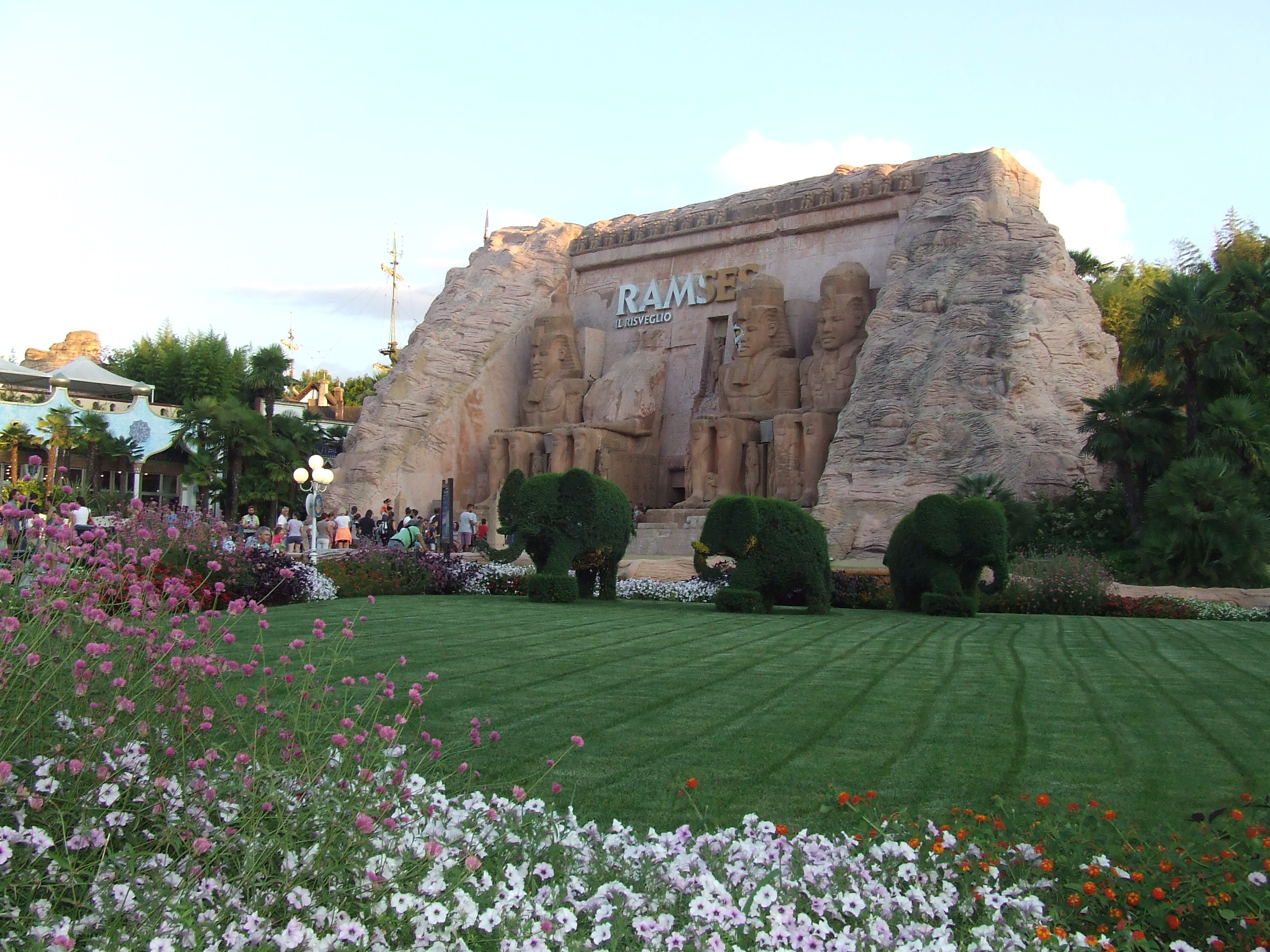
vista da destra della facciata d'ingresso
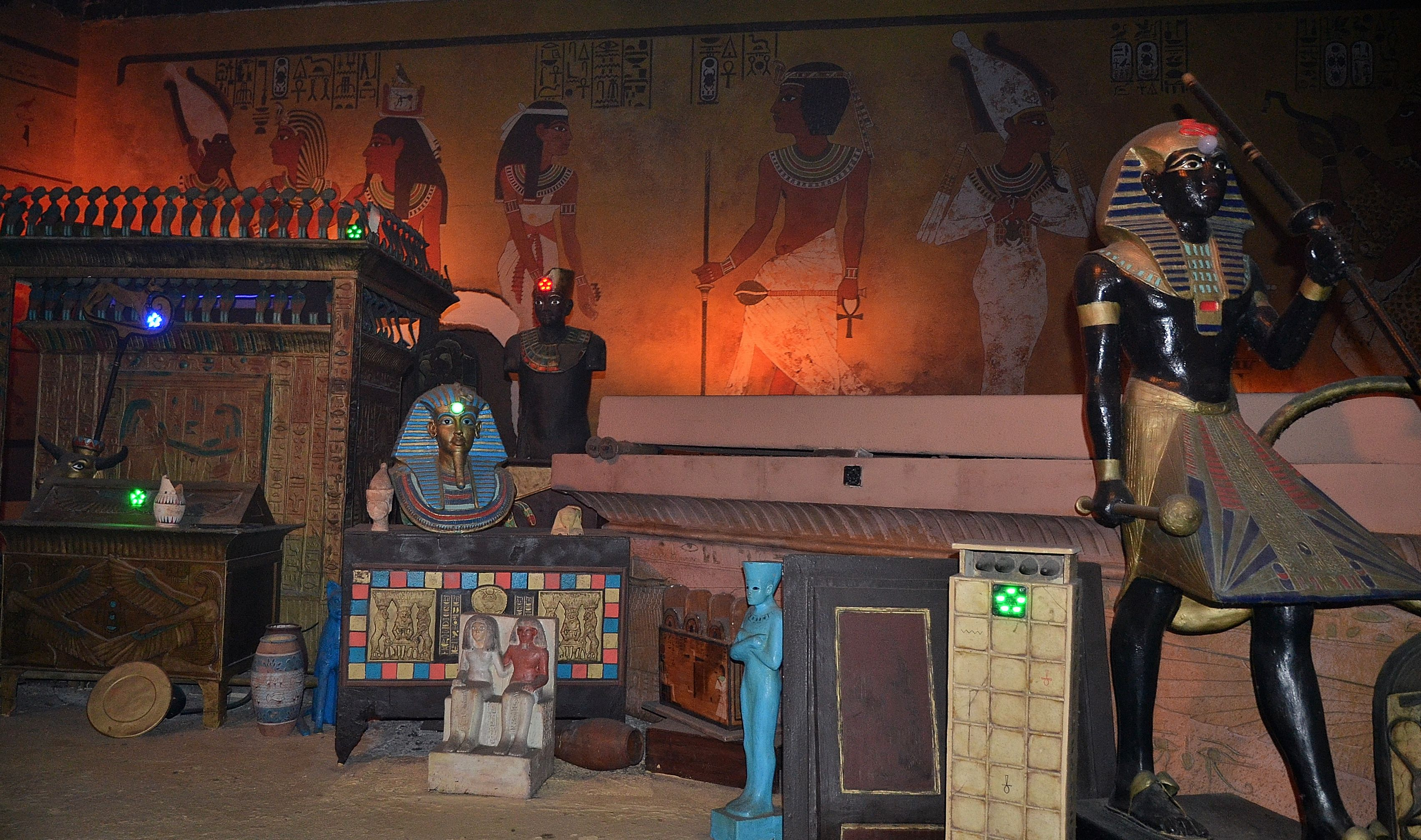
scena interna dell'attrazione